# Il sosia di Paperino
Il sosia di Paperino (Donald's Double Trouble) è un film del 1946 diretto da Jack King. È un cortometraggio animato della serie Donald Duck, prodotto dalla Walt Disney Productions e uscito negli Stati Uniti il 28 giugno 1946, distribuito dalla RKO Radio Pictures.

## Trama
Paperina ordina a Paperino di migliorare il suo modo di parlare e le sue buone maniere prima che lei lo riveda. Poco dopo Paperino incontra un suo sosia perfetto, con una voce normale e maniere impeccabili, e lo assume perché prenda il suo posto in un appuntamento con Paperina in modo da sfruttare la cosa. Quest'ultima e il sosia di Paperino vanno al luna park e si baciano e abbracciano di continuo. Paperino, che li segue di nascosto, diventa però sempre più geloso per quello che la sua fidanzata fa allo sconosciuto. Quando i due entrano nel tunnel dell'amore e si baciano, Paperino perde il controllo ed entra per dare una lezione al suo sosia ma, uscendo da esso, si accorge che nel buio ha invece picchiato Paperina che, infuriata, fa scappare i due paperi a gambe levate.

## Distribuzione

### Edizioni home video

#### VHS
- Paperino & soci a caccia di... guai (gennaio 1987)
- Paperino superstar (febbraio 1991)
- Paperino piume, guai e simpatia (maggio 1999)
- Disney cuori & amori (febbraio 2004)

#### DVD
Il cortometraggio è incluso nei DVD Walt Disney Treasures: Semplicemente Paperino - Vol. 2, Disney Cuori & Amori e Paperino - 75º anniversario.